# Oliveira do Bairro (stacja kolejowa)
Oliveira do Bairro (port. Estação Ferroviária de Oliveira do Bairro) – stacja kolejowa, w miejscowości Oliveira do Bairro, w dystrykcie Aveiro, w Portugalii. Znajduje się na Linha do Norte.
Obsługiwana jest wyłącznie przez pociągi regionalne Comboios de Portugal.

## Charakterystyka

### Położenie
Znajduje się w pobliżu miasta Oliveira do Bairro, na Largo da Estação.

### Infrastruktura
Na styczeń 2011 roku stacja posiadała trzy tory kolejowe, o długości 605-717 m; wszystkie perony mają długość 231 m i 55 cm wysokości.

## Historia
Linia między stacjami Estarreja i Taveiro, która została wybudowana przez Companhia dos Caminhos de Ferro Portugueses, została otwarta w dniu 10 kwietnia 1864.

## Linie kolejowe
- Linha do Norte